# Ogyrides limicola
Ogyrides limicola är en kräftdjursart. Ogyrides limicola ingår i släktet Ogyrides och familjen Ogyrididae. Inga underarter finns listade i Catalogue of Life.